# Leibnizplatz
Der Leibnizplatz ist ein historischer, kleiner Platz in Bremen im Stadtteil Neustadt am Ortsteil Buntentor.
Der Platz ist benannt worden nach Gottfried Wilhelm Leibniz (1646–1716), dem universalen, deutschen Philosoph, Wissenschaftler, Mathematiker, Diplomat, Physiker, Historiker und Bibliothekar.
Straßen am Platz
Die am Platz befindlichen Straßen wurden benannt als Friedrich-Ebert-Straße nach dem Politiker (SPD) und Reichspräsidenten Friedrich Ebert, Buntentorsteinweg nach dem früheren Bunten Tor, Neustadtscontrescarpe nach dem Gegenwall der Bremer Stadtbefestigung, Neustadtswall nach dem Wall der Festungsanlage, Osterstraße nach der östlichen Lage in der Alten Neustadt, Hegelstraße nach dem Philosophen Georg Wilhelm Friedrich Hegel, Kantstraße nach dem Philosophen der Aufklärung Immanuel Kant und Hermannstraße nach einem Grundstückseigner.

## Geschichte
Das Gebiet des späteren Leibnizplatzes lag über Jahrhunderte abgelegen am Rande des Stadtgrabens. Die ab 1623 erbauten Neustadter Festungsanlagen hatten Ende des 18. Jahrhunderts ihren militärischen Sinn verloren und wurden ab 1805 abgetragen, der Stadtgraben blieb jedoch, vor ihm endete die aus der Altstadt kommende Straße. Zwischen 1891 und 1903 wurde der Stadtgraben etwas weiter westlich zugeschüttet und die Schulstraße angelegt. Die Zuschüttung östlich der Schulstraße erfolgte erst um 1911, nur die Piepe verblieb als Rest des Stadtgrabens. Bis 1914 wurden der Leibnizplatz und der südlich von ihm verlaufende Teil der heutigen Friedrich-Ebert-Straße gebaut.

## Gebäude am Platz

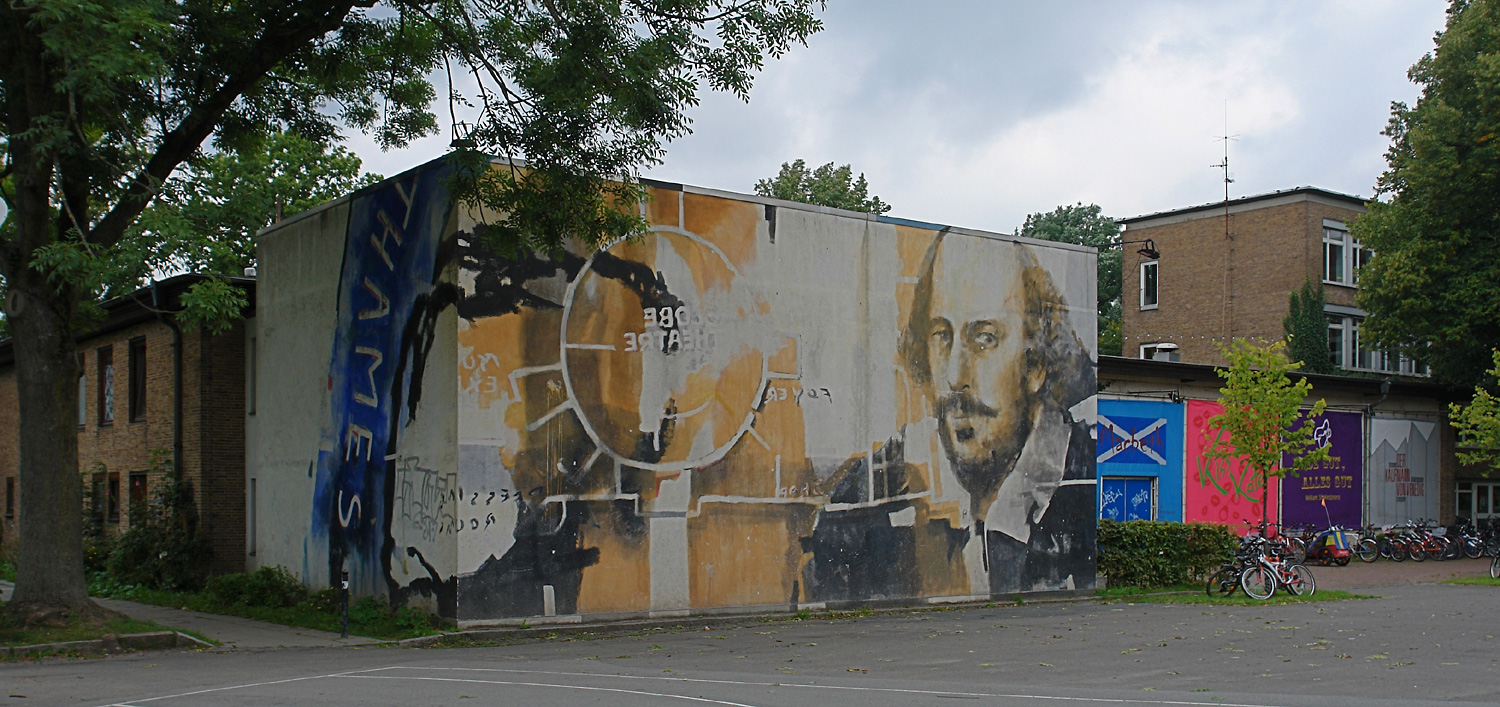
Bremer shakespeare company: Theatergebäude am Leibnizplatz

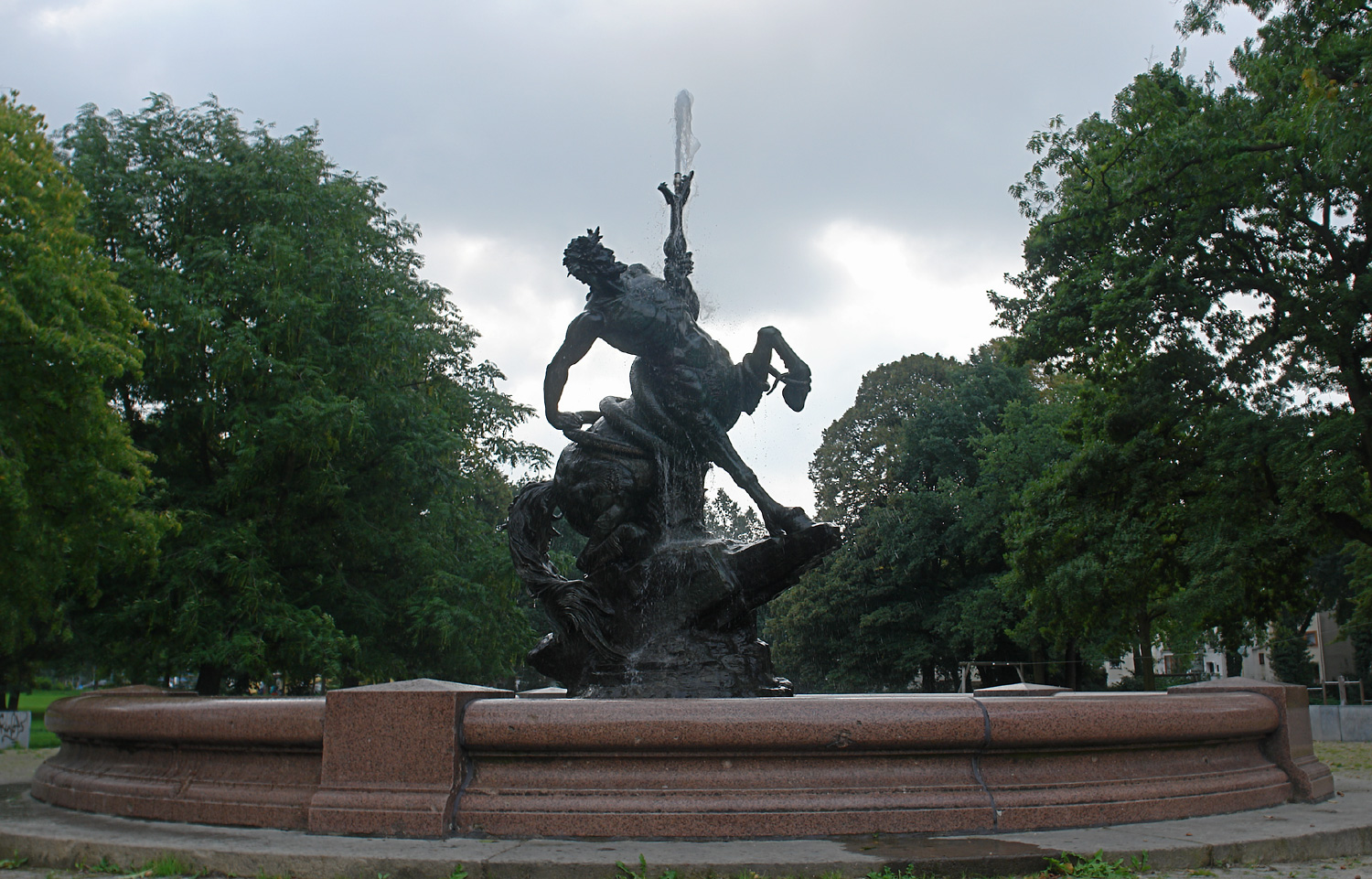
Centaurenbrunnen von 1891

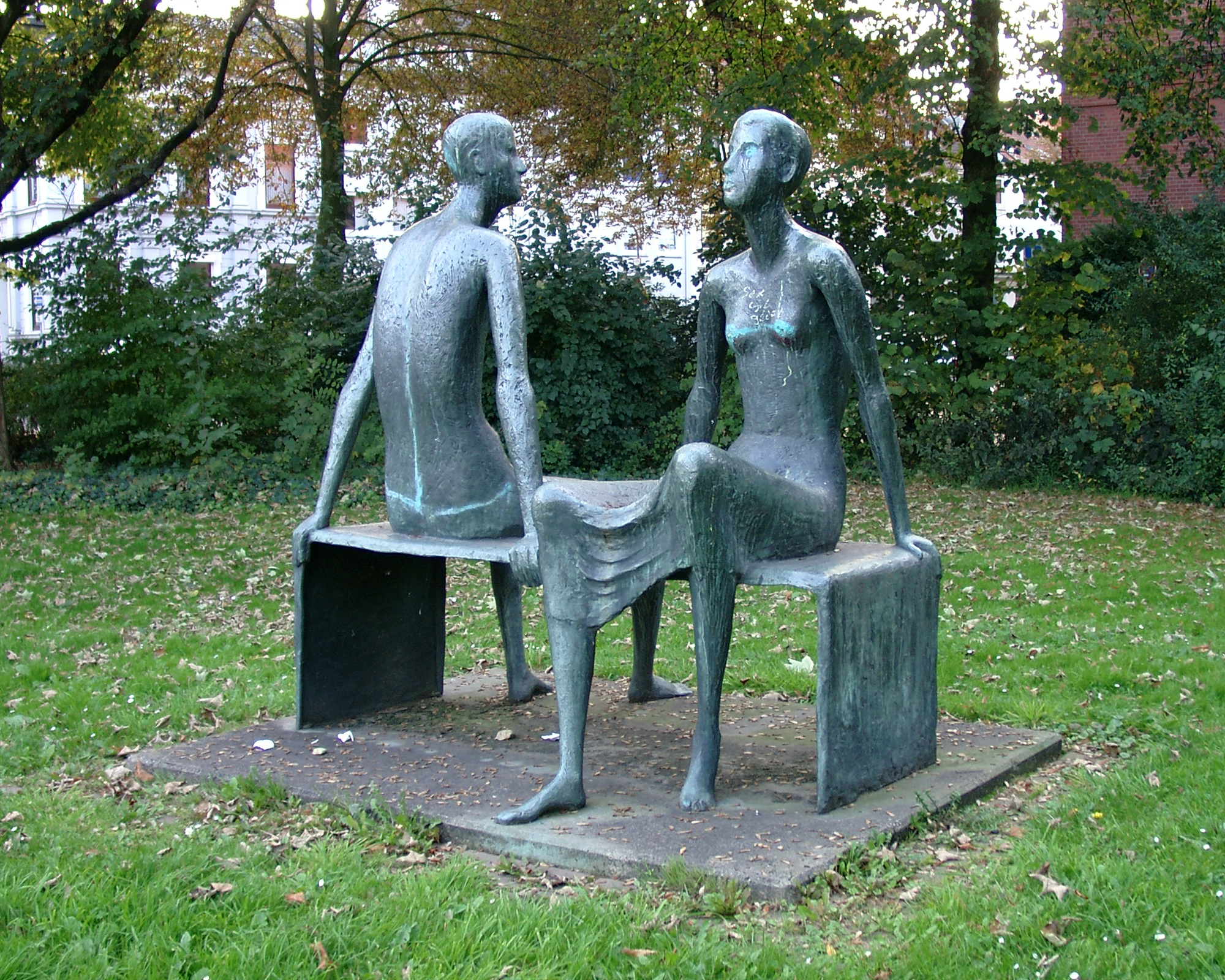
Skulptur Sitzendes Paar von 1973

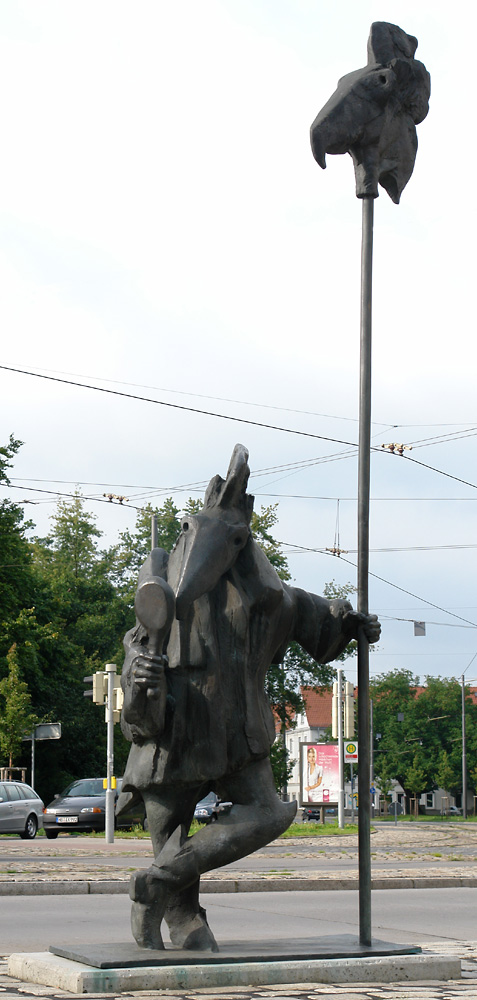
Der Gaukler

- Schule am Leibnizplatz, dreigeschossiger, denkmalgeschützter Rotsteinbau von 1909 nach Plänen von Baumeister Max Fritzsche von der Hochbauinspektion II (später Hochbauamt Bremen) im Stil der Jahrhundertwende mit Jugendstilelementen; heute eine Oberschule.
- Theater am Leibnizplatz der Bremer shakespeare company von 1983 auf dem Schulgelände.
- Friedrich-Ebert-Straße Nr. 101–109 Ecke Neustadtscontrescarpe 44: 3-gesch. neoklassizistischer Putzbau mit Walmdächern von um 1900. Hier war bis um 1973 der Firmensitz der Gebrüder Sie. Seit 1974 waren im nunmehr August-Hagedorn-Haus die Stadtteilbibliothek Neustadt (bis 2004), das Amt für Beiratsangelegenheiten Süd später Ortsamt Neustadt/Woltmershausen (bis um 1988) und das Amt für (Familienhilfe und) Soziale Dienste, Abteilung Süd (bis um 1980) untergebracht. Nach Umbauten wird seit 2010/11 der Gebäudekomplex u. a. als Zentrum des SOS-Kinderdorfes Bremen und wieder vom Ortsamt genutzt. Weiterhin befinden sich nun mehrere Wohnungen im Haus.
- Friedrich-Ebert-Straße Nr. 6 bis 26, gegenüber der Schule: 2-gesch. Geschäftshäuser (Läden) nach Plänen von Herbert Anker und Gerhard Müller-Menckens.
- Neustadtswall Nr. 85: 8-gesch. Wohnhochhaus mit cambio CarSharing-Station Leibniz
- Ansonsten 2- bis 4-gesch. Wohn- und Geschäftshäuser.

## Kunstobjekte
- Die Bronzeskulptur Der Gaukler von 1991 von dem Worpsweder Bildhauer Christoph Fischer soll als Unterhaltungskünstler eine Verbindung zur bremer shakespeare company im Theater am Leibnizplatz herstellen.[1] Sie steht direkt auf dem Platz.
- In den südwestlich angrenzenden Neustadtswallanlagen befinden sich zwei weitere Objekte:
  - Der Zentaurenbrunnen (auch Centaurenbrunnen), eines mit einer Schlange kämpfenden Pferdemenschen (Zentaur, aus lat. centaurus, auch Kentaur), aus Stein (Becken) und Bronze (Figur) von 1890/1891 von August Sommer steht seit 1958 im Leibnizplatzpark südlich der Friedrich-Ebert-Straße.[2]
  - Die Bronzeskulptur Sitzendes Paar von 1983 stammt von der Bildhauerin Alice Peters und steht in der Grünanlage nördlich der Friedrich-Ebert-Straße.[3]

## Verkehr
Die Linien 4 (Lilienthal – Hauptbahnhof – Arsten) und 6 (Universität – Hauptbahnhof – Flughafen) der Bremer Straßenbahn fahren am Platz vorbei.